# رايخسجاو

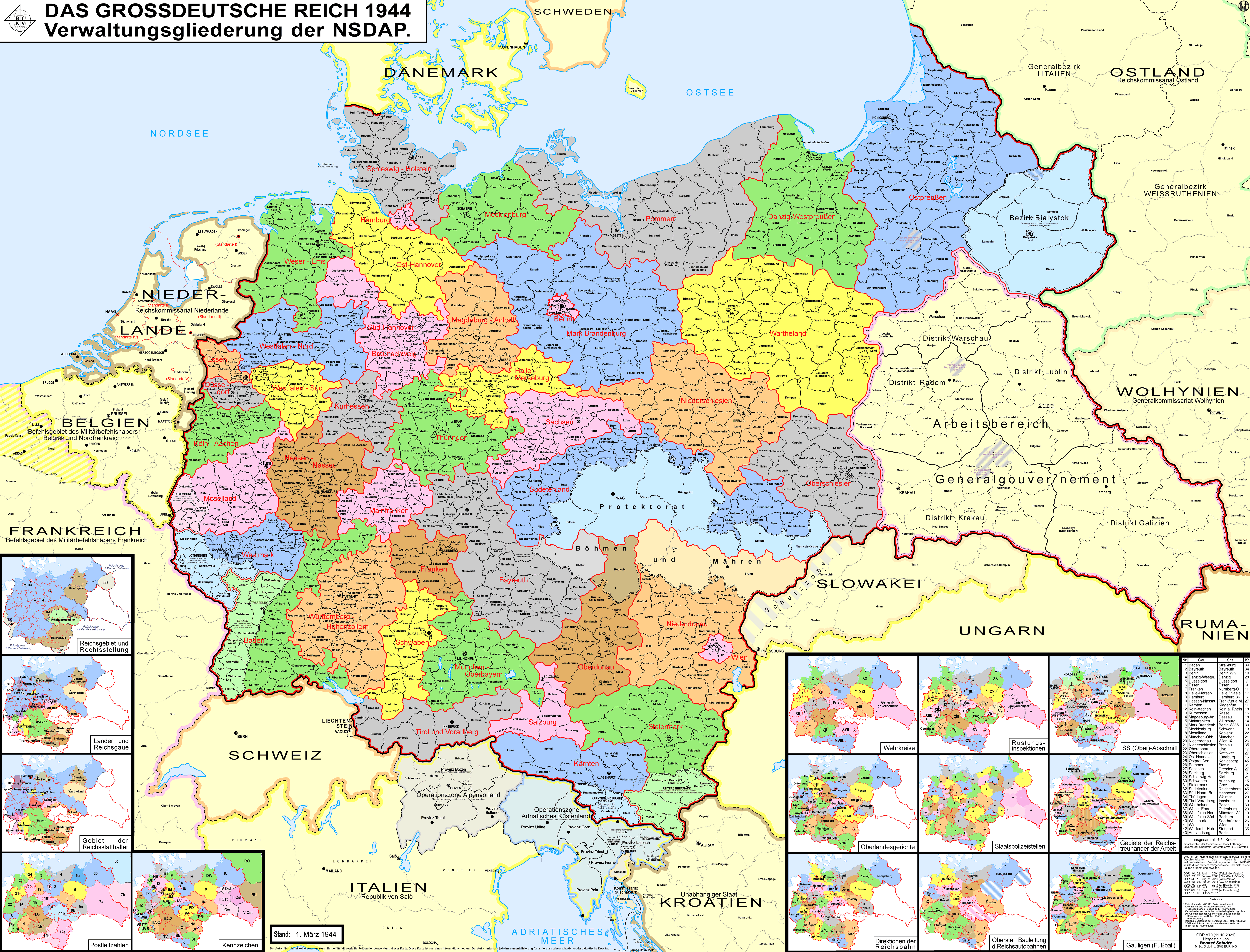
الوحدات الإدارية النازية، 1944

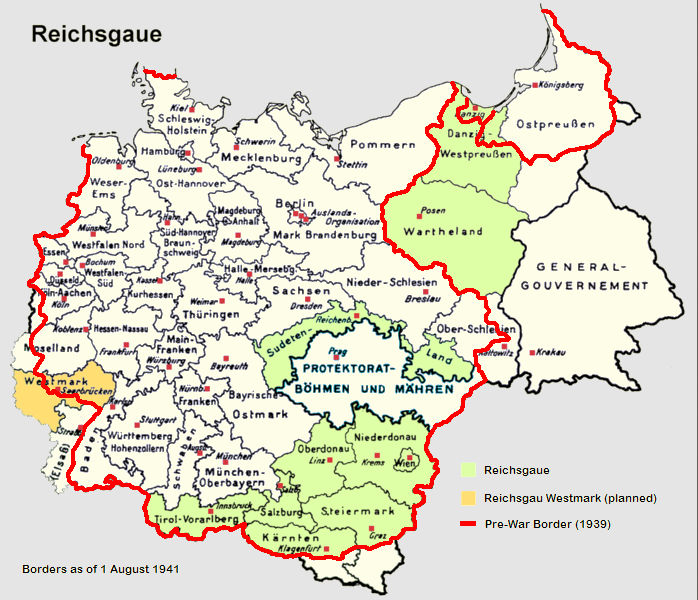
خريطة ألمانيا النازية مع Reichsgaue معلمة

Reichsgau (الجمع Reichsgaue كانت قسمًا إداريًا تم إنشاؤه في عدد من المناطق التي ضمتها ألمانيا النازية بين عامي 1938 و1945.

## نظرة عامة

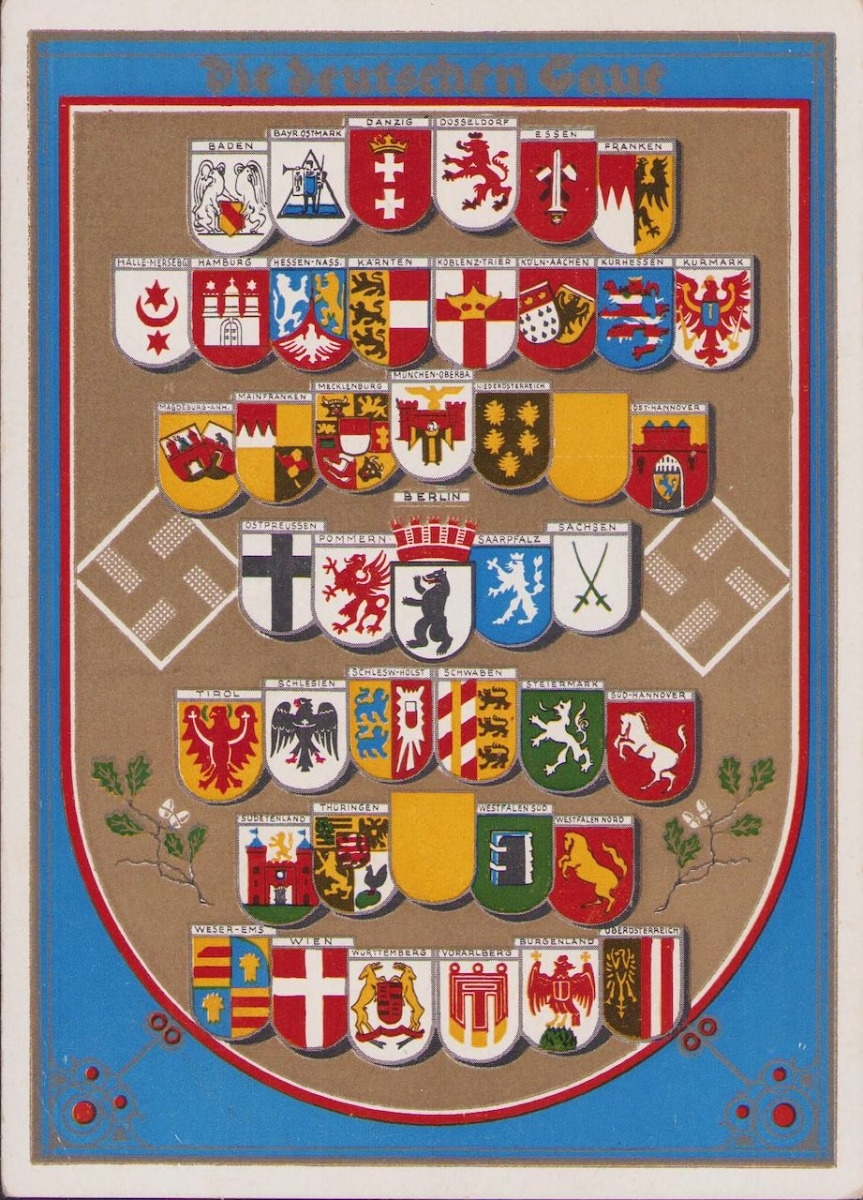
بطاقة بريدية دعائية لألمانيا النازية التي تصور غاو الرايخ

يتكون هذا المصطلح من كلمة رايخ (مملكة أو إمبراطورية) وGau، كلمة عمدة في القرون الوسطى ذات معنى يساوي تقريبا جزء من أرض. كانت Reichsgaue محاولة لحل الفوضى الإدارية الناتجة عن الاختصاصات المتداخلة والحدود المختلفة لالحزب النازي.
| Gau اسم             | الاسم الألماني   | عاصمة                            | أنشئت | ملاحظات |
| ------------------- | ---------------- | -------------------------------- | ----- | --- |
| كارينثيا            | Kärnten          | كلاغنفورت                        | 1938  | تشكلت من ولاية كارينثيا الفيدرالية النمساوية السابقة وتيرول الشرقية، وشملت بدءا من عام 1941 على أجزاء من سلوفينيا. |
| الدانوب السفلى      | Niederdonau      | كرمس آن در دوناو (انظر الملاحظة) | 1938  | تشكلت من ولاية النمسا السفلى الفيدرالية السابقة في شمال بورغنلاند. وشملت من عام 1939 على أجزاء من جنوب مورافيا . في عام 1943، قام هتلر بجولة في Reichsgau Niederdonau وأكد Gauleiter هوغو هيئة المحلفين أن العاصمة ستكون Brünn ( برنو في المستقبل القريب. |
| رايخسجاو سالزبورغ   | Salzburg         | سالزبورغ                         | 1938  | تشكلت من ولاية سالزبورغ الفيدرالية النمساوية السابقة. |
| رايخسجاو سوديتنلاند | Sudetenland      | ليبيريتس                         | 1938  | تشكلت من الأجزاء ذات الأغلبية الناطقة باللغة الألمانية في تشيكوسلوفاكيا والتي تم التنازل عنها إلى ألمانيا بعد اتفاقية ميونيخ. |
| ستيريا              | Steiermark       | غراتس                            | 1938  | تشكلت من ولاية ستيريا الفيدرالية النمساوية السابقة والجزء الجنوبي من بورغنلاند المدرجة من عام 1941 على أجزاء من سلوفينيا. |
| تيرول-فورارلبرغ     | Tirol-Vorarlberg | إنسبروك                          | 1938  | تشكلت من ولاية فورارلبرغ الفيدرالية النمساوية السابقة والجزء الشمالي من تيرول؛ Kleinwalsertal أصبح جزءا من غاو شوابيا. |
| نهر الدانوب العلوي  | Oberdonau        | لينتس                            | 1938  | تشكلت من ولاية النمسا العليا الفيدرالية السابقة في النمسا العليا Ausseerland، جزء من ستيريا؛ وشملت من عام 1939 على أجزاء من جنوب بوهيميا. |
| فيينا               | Wien             | فيينا                            | 1938  | تشكلت من ولاية فيينا الفيدرالية السابقة وأجزاء من النمسا السفلى السابقة. |

### اقتباسات
1. ↑  Bryant, C.C. (2007). Prague in black: Nazi rule and Czech nationalism, Harvard University Press,